# Franciscus Irenicus

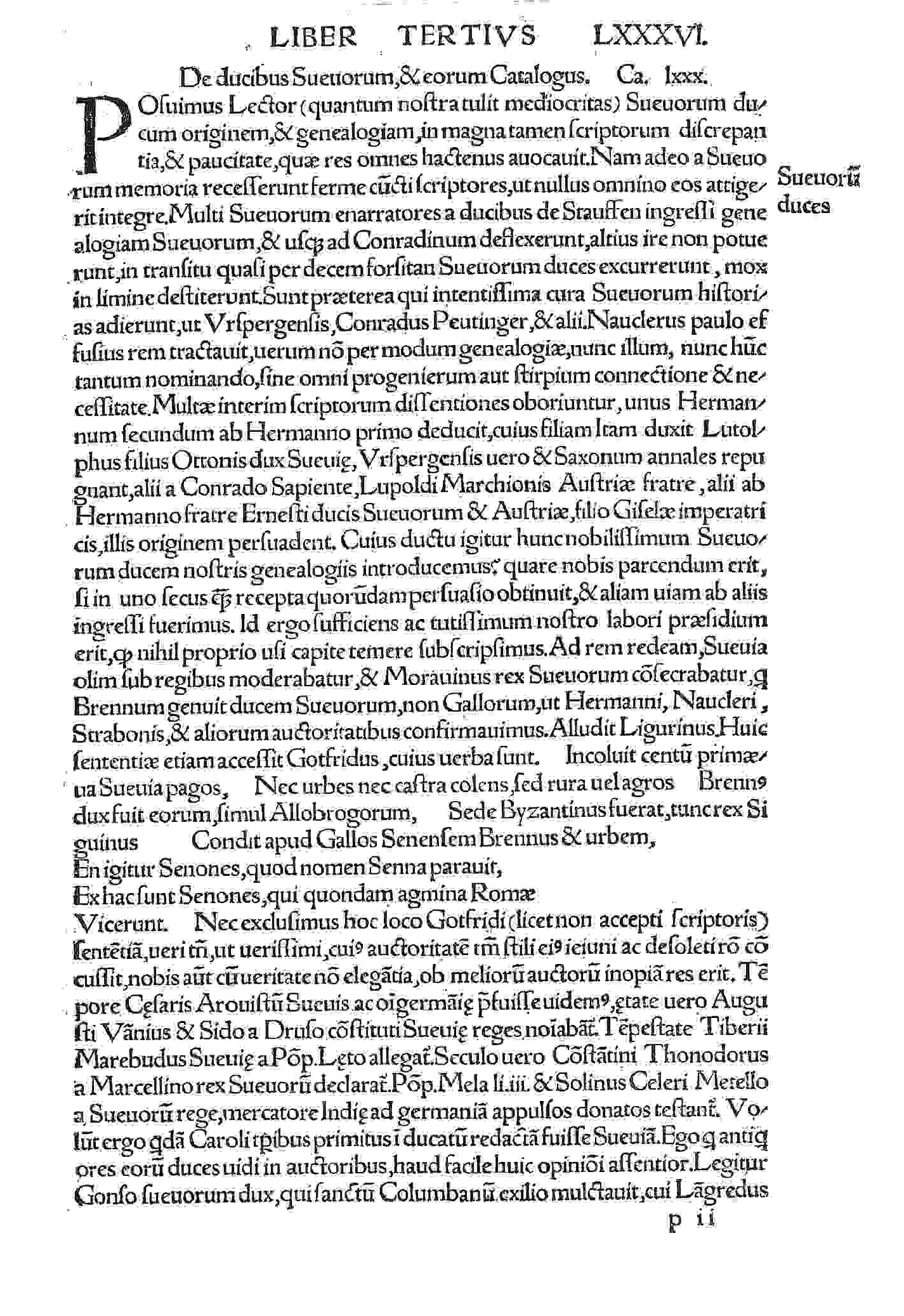
Irenicus 1518 über die Herzöge von Schwaben

Franciscus Irenicus (von griechisch eirenicos „friedlich“), latinisiert aus Franz Friedlieb bzw. Franz Fritz (* 1495 in Ettlingen; † 1553 in Gemmingen), war ein deutscher Historiker und Theologe sowie Anhänger Martin Luthers. In Gemmingen war er als Inhaber der Prädikatur Leiter der Gemminger Lateinschule.

## Leben
Franz Fritz wurde im Jahr 1495 in Ettlingen geboren. Er besuchte die angesehene Lateinschule in Pforzheim. Philipp Melanchthon war einer seiner jüngeren Mitschüler. 1510 schrieb sich Irenicus als Franciscus Fritz de Ettlingen zum Studium der Artes liberales an der Universität Heidelberg ein. 1512 wurde er dort Baccalaureus. Nach Reisen mit Aufenthalten im süddeutschen Raum immatrikulierte er sich als Franciscus Fritz Ettlingensis im Mai 1516 an der Universität Tübingen. Wie Melanchthon, der ebenfalls in Tübingen studierte, schloss er sich dort dem humanistischen Zirkel der Sodales Neccarani an, den Neckargenossen. Spätestens im Januar 1517 kehrte Irenicus nach Heidelberg zurück, wo er im März 1517 unter dem Namen Franciscus Irenicus zum Magister graduiert wurde. Willibald Pirckheimer verfolgte die Arbeit des jungen Historikers an der Germaniae exegesis (auch Exegesis Germaniae genannt) 1517 mit Interesse und unterstützte ihn mit seinen historischen Kenntnissen. Das markgräfliche Haus förderte das umfangreiche Werk auch materiell. Luthers Heidelberger Disputation im April 1518, an der Irenicus vermutlich als Zuhörer teilnahm, machte ihn zum überzeugten Anhänger des Reformators.

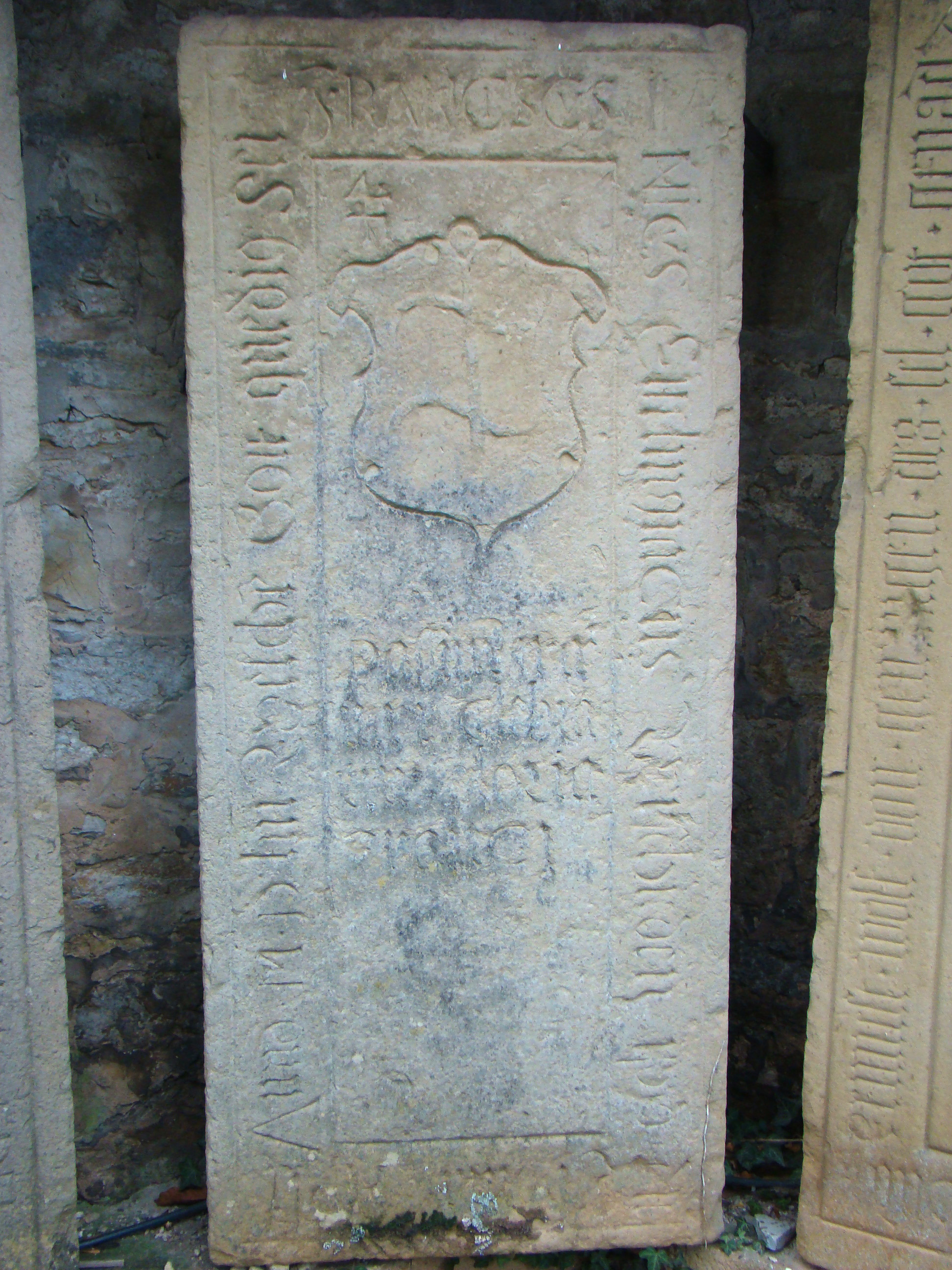
Grabplatte von Franciscus Irenicus im Schlossgarten in Gemmingen

In Heidelberg ist Irenicus zuletzt im Juli 1519 bezeugt. Seit Oktober 1519 ist er Stiftsherr in Baden-Baden und Priester, seit 1522 Hof- und Reiseprediger des Markgrafen. 1524 begleitete er Philipp I. zum Reichsregiment nach Esslingen und trat hier im Augustinerkloster trotz offiziellen Verbots als reformatorischer Prediger auf. Der päpstliche Legat Campeggio legte bei Erzherzog Ferdinand vergeblich Beschwerde ein. 1525 erlaubte ein Religionsmandat Markgraf Philipps in Baden auch die Ehe der Priester. Irenicus heiratete noch im gleichen Jahr die Tochter eines Esslinger Bürgers. Drei Söhne entstammten dieser Ehe. Unter dem Schutz des Markgrafen predigte Irenicus 1526 auch auf dem Speyrer Reichstag. Diesmal hatte der Protest Campeggios beim Erzherzog Erfolg. Irenicus musste Speyer verlassen. Unter politischem Druck hob Markgraf Philipp die von ihm in Baden gewährten reformatorischen Neuerungen auf. Seit 1530 galt er wieder als Anhänger der alten Kirche.
Im März 1531 verließ Irenicus Baden. Ambrosius Blarer und Martin Bucer hatten verhindert, dass der engagierte Lutheraner die freie Pfarrstelle in Esslingen bekam. Im Herbst 1531 übernahm Irenicus die Prädikatur an der Pfarrkirche in Gemmingen. Wolf von Gemmingen hatte ihn berufen. In diesem Amt ist er am 24. Dezember 1531 bezeugt. Im Abendmahlsstreit der Theologen vertrat Irenicus bei den Auseinandersetzungen im Kraichgau nachdrücklich den lutherischen Standpunkt. Als Prediger war er auch Leiter der 1521 gegründeten Lateinschule in Gemmingen. David Kochhaf, der sich später David Chytraeus nannte, gehörte zu seinen Schülern. In theologischen und konfessionellen Streitfragen hielt sich Irenicus später offenbar zurück. Den Schwerpunkt seiner Tätigkeit sah er im Unterricht an der Lateinschule, die unter seiner Leitung einen bedeutenden Aufschwung nahm. Irenicus hat seinen Wohnsitz Gemmingen nicht mehr verlassen. Nach der Inschrift auf der im Garten des Gemminger Schlosses erhaltenen Grabplatte starb er 1553.

## Werk
Von den Schriften des Irenicus sind nur die gedruckten erhalten. Die in der Germaniae exegesis genannten Bücher über den Markgrafen Philipp und eine Geschichte des elsässischen Klosters Odilienberg sind durch keine anderen Zeugnisse nachweisbar. Wie die erste postume Neuauflage der Germaniae exegesis ist auch der Druck zweier Schulschriften aus der Gemminger Zeit seinem Sohn Paul zu verdanken.

### Germaniae exegesis
Im August 1518 erschien bei Thomas Anshelm in Hagenau die zwölf Bücher umfassende Germaniae exegesis, das Lebenswerk des Franciscus Irenicus. Das Werk ist der Versuch einer geschichtlichen Landeskunde Deutschlands von der Zeit der Germanen bis in die Gegenwart, keine erzählende Darstellung, sondern eine Stoffsammlung. Die Aussagen sind durch über dreihundert gedruckte Quellen belegt. Empirische Geschichtsforschung hat Irenicus nicht betrieben, und auch die landeskundlichen Beiträge entstammen fast nie der eigenen Anschauung. Der schon früh einsetzenden Kritik an seinem Werk (Pirckheimer, Melanchthon) versuchte Irenicus durch eine Oratio protreptica am Ende des Drucks zu begegnen. Nach dem Erscheinen des Werks wurden die Urteile schärfer; die Kritik des Erasmus von Rotterdam war vernichtend.
Drucke
- Germaniae exegeseos volumina duodecim a Francisco Irenico Ettelingiacensi exarata […]. Th. Anshelm, Hagenau, August 1518.
- Germaniae exegeseos […]. Basel 1567.
- Francisci Irenici […]. Hanau 1728.

### Schulschriften

#### In artem poeticam et libros epistolarum Horatii annotationes
Der von seinem Sohn Paul 1567 postum herausgegebene Band setzt mit einer Kommentierung der Ars poetica ein.
Druck
- Francisci Irenici Ettelingiacensis in artem poeticam et libros epistolarum Horatii annotationes doctissimae, per Paulum Irenicum […]. Frankfurt am Main 1567.

#### Grammatica
Irenicus hat seine Grammatica nach dem Vorbild der Elementargrammatik von Melanchthon verfasst, aber auch neue humanistische Lehrbücher herangezogen. Er behandelt Orthographie, Etymologie und Syntax.
Druck
- Grammatica Francisci Irenici […] per Paulum Irenicum filium […]. Frankfurt am Main 1569.